# 大徐镇
大徐镇，是中华人民共和国浙江省宁波市象山县下辖的一个乡镇级行政单位。

## 行政区划
大徐镇下辖以下地区：
龙溪社区、甲田弄村、汤家店村、相思岭村、大磊头村、黄盆岙村、林善岙村、后林村、章家弄村、雅林溪村、下岙村、上岙村、新罗岙村、虎啸铺村、夏雨岙村、里考坑村、海口村、三角地村、安东村、塔幢村、下院村、杉木洋村、陈山村、大徐村和铁拾村。